# 武蔵野市立関前南小学校
武蔵野市立関前南小学校（むさしのしりつ せきまえみなみしょうがっこう）は東京都武蔵野市関前にある公立小学校。
昭和46年（1971年）4月1日に開校し6日に開校式が行われた。

## 沿革
- 1971年（昭和46年）4月1日 - 武蔵野市立第五小学校から分離開校[1]。
  - 4月6日 - 第五小学校にて開校式。
  - 6月1日 - 校舎落成し移転。
- 1974年（昭和49年）1月29日 - 校歌制定（作詞:門倉さとし、作曲:いずみたく）

## 通学区域
- 関前1～2丁目・3丁目1番・6～41番・4丁目[2]

## 進学先中学校
- 武蔵野市立第五中学校